# Gornji Kot
Gornji Kot este o localitate din comuna Žužemberk, Slovenia, cu o populație de 54 de locuitori.